# Мідоус-Філд
Мідоус-Філд (англ. Meadows Field Airport) (IATA: BFL, ICAO: KBFL, FAA ідент. місц.: BFL) — аеропорт в окрузі Керн, який розташований за 5 км від центра міста Бейкерсфілд у Каліфорнії.